# فولكر فيشر
فولكر فيشر (بالألمانية: Volker Fischer)‏ هو مبارز بالسيف ألماني، ولد في 15 أغسطس 1950 في إزرلون في ألمانيا.

## وصلات خارجية
- فولكر فيشر على موقع أوليمبيديا (الإنجليزية)